# Katedrala Notre-Dame u Chartresu
Katedrala u Chatresu je remek-djelo gotičke umjetnosti s kojom počinje razvoj francuske klasične gotike. Na njoj se nalaze najbolje sačuvani ranogotički dijelovi u kombinaciji s kasno-gotičkim, kao i prigodne skulpture i najslavniji vitraji na svijetu. Katedrala je 1979. godine upisana na UNESCO-ov popis mjesta svjetske baštine u Europi.

## Povijest
Oko 1134. biskup Chartresa započeo je pregradnju stare građevine u novom stilu. Za grad kao Chartres koji je u 13. stoljeću imao oko 10,000 stanovnika, gradnja katedrale bio je poduhvat koji je financijski iscrpio grad. Gradnja se nastavila s povremenim prekidima gradnje od 1145. do 1220. godine, ali najveći radovi su bili nakon požara 1194. kada su morali obnoviti glavni brod i kor.
Biskup i poglavnik (upravitelj) katedrale bili su zaduženi za zapošljavanje radne snage, ali su njihova sredstva dolazila iz cijelog srednjovjekovnog Francuskog društva. Crkva je obično skrbila za svoje posjede, a u Chartresu su se svećenici odrekli svojih trogodišnjih stipendija (plaća) kako bi se moglo započeti s obnovom. Također, Blanche, majka kralja Luja IX., platila je novce za cijelu sjevernu fasadu, sa skulpturama i prozorima. Vojvoda Bretanje donirao je novce za južni transept, a druge bogate obitelji u okolici platile su prozore, a njihove donacije su zabilježene na vitrajima u obliku njihovih obiteljskih grbova. Cehovi raznih obrtnika i trgovaca također su donirali prozore koji prikazuju njihove profesije. Hodočasnici i manje bogati puk donirali su u skladu sa svojim mogućnostima, što je nekad bilo dovoljno za poneku relikviju i mise zahvale. Ali su većinom ta sredstva išla u skupne troškove koji nisu imali točnu mjesto. Koliko je sudjelovanje u gradnji katedrale bilo znak pripadnosti pridonosi i priča da su građani Chartresa upregnuli sami sebe u kola i i iz kamenoloma vukli goleme blokove vapnenca za svoju novu katedralu.
Sjeverni i južni transept su posljednji završeni 1260. godine. Drvena krovna konstrukcija transepta i glavnog broda uništena je u požaru 1836. godine, nakon čega je zamijenjena sadašnjim metalnim okvirom i pokrivena bakrom.

## Osobitosti

### Eksterijer
Poslije požara arhitekt da bi brže završio građevinu upotrebljavaju se temelji prethodne romaničke katedrale i zadržava pročelje iz sredine 12. st. kojem dodaje novi brod. Visina glavnog broda je 37 metara, a bočnih brodova 14. Katedrala je izgrađena na uzvišenju kako bi se naglasila njezina visina i kako bi se vidjela iz velike daljine.
Katedrala ima tri fasade zapadnu, sjevernu i južnu a svaka od fasada ima dvije kule. Zapadno pročelje je jedino sačuvano nakon požara tako da se na njemu može primijetiti sukob romaničke tradicije i novih gotičkih graditeljskih zamisli. Dvije nejednake kule uokviruju pročelje. Južna kula (visoka 106 metara) pokrivena je 1160. i predstavlja najraniju pravu gotički vrh u Europi, a oblikom prijelaz iz kasne Romanike u ranu Gotiku. Sjeverna (visoka 115 metara) je započeta 1507. godine u stilu kasne Gotike; ona je viša, vitkija i ukrašenija od južne. Njena visina odražava napredak u tehnologiji gradnje.
Tri portala zapadnog pročelja govore da se radi o trobrodnoj bazilici. Oni se sastoje od istih romaničkih elemenata poput samostanske crkve u Conquesu; iznad svakog portala nalazi se visoki vitraj u luku. Iznad njih se nalazi golema rozeta s vitrajima, a iznad nje galerija s nišama u kojima su figure starozavjetnih kraljeva. Na kraju, iznad galerije se nalazi trokutasti zabat s nišom u kojoj je skulptura Djevice Marije s malim Isusom. Ponavljanje trostrukih elemenata (portala, lukova, vodoravna podjela katova, i trokutasti zabat) je numerička asocijacija na Sveto Trojstvo.
Isto tako, na rozeti se nalaze kršćanski simboli organizirani u geometrijske oblike. Tri grupe od po dvanaest elemenata okružuju manji središnji krug. Krug simbolizira Kraljevstvo Nebesko ili samog Boga, a broj 12 na 12 apostola.
Iznad ulaza na južnom transeptu nalazi se pet visokih vitraja i još veća rozeta od one na zapadnom pročelju. Vanjski potisak golemog svoda neutraliziran je potpornim sustavom kontrafora pomalo arhaičkog oblika.

### Skulpture
Na fasadi katedrale u Chartresu nalazi se toliko kiparskih detalja da bi mogli ispuniti cijelu knjigu, ali najkarakterističniji su na zapadnoj i južnoj strani katedrale.  "Kraljevski portal" (Zapadni portal) tipološki predstavlja kršćansku povijest. Desni, južni portal, sadrži scene Kristovog rođenja i mladosti oko vrata, a u timpanu se nalazi skulptura okrunjene Djevice s Kristom, okruženi sa Sedam srednjovjekovnih umjetničkih vještina (gramatika, retorika, dijalektika, aritmetika, geometrija, astronomija i glazba). One predstavljaju važnost obrazovanja i katedrale kao mjesta učenja. Na sjevernom portalu nalaze se scene Uzašašća i astronomski simboli sezonskih radova vezanih za 12 kalendarskih mjeseci.
Središnji portal sadrži starozavjetne kraljeve i kraljice na dovratnicima i apokaliptičnu viziju sv. Ivana u timpanu iznad vrata. Ovi dovratnici su najstariji primjeri rano-gotičke skulpture (1140. – 1150.); svaka figura je visoka i vitka, odražavajući oblik stupova iza njih. Između njih su cvjetni uzorci koji ih uokviruju. Kao i u ranokršćanstvu i bizantskim mozaicima, oni su frontalni, ruke su im priljubljene uz tijelo, a aureole su tanjuraste iza glava. Stopala im vise prema dole stvarajući dojam da figure lebde, a ne stoje. Draperija na odjeći odražava umjetnikovo zanimanje za uzorke i dekoraciju svojim stiliziranim uvijanjem i paralelnim linijama, poput onih na stiliziranoj kosi i bradama.
Posljednji sud u timpanu prikazuje Krista u slavi koji se nalazi u mandorli okružen s četiri apokaliptična simbola evanđelista. Krist gleda frontalno kao da opominje promatrača katedrale na njegovu sudbinu kada nastupi posljednji čas.  Ispod timpana, na arhitravu, 12 apostola su poredani u četiri grupe po trojica. Svaka grupa je odvojena stupom koji nosi polukružne arkade koje svojim oblikom podsjećaju na aureole. Na svakom kraju grede stoji po jedan prorok koji drži svitak. Od tri arhivolte, dva vanjska sadrže 24 starca apokalipse, a unutarnji 12 anđela (središnja dva drže krunu iznad glave Krista).
Usporedba skulptura sa zapadnog portala s onima s južnog transepta otkriva razlike između rane i kasne Gotike. Sveci koji tvore lijevi dovratnik portala južnog transepta stoje manje ukočeni, a njihove noge počivaju prirodno na oblikovanim bazama. Figure su šire i doimlju se realističnijim. Različitih su visina, izraza lica i nisu više strogo frontalni – njihove glave su blago pokrenute, a poze pokreti i odore variraju. Na figuri sv. Teodora, na primjer, desni kuk je blago uvijen u skladu s njegovim oslanjanjem na desnu nogu. Dijagonala njegova pojasa prati težinu korica od mača, ali i pojačava taj opušteni pokret.
Općenito, ovaj pojačani osjećaj za dubinu još je istaknut dubljim klesanjem, ne samo lica nego i dijelova arhitekture oko figura.

### Interijer
Unutrašnjost po prvi put pokazuje novine: napuštaju se empore, a raščlanjivanje zidova svodi se ponovo na tri savršeno uravnotežena kata. Ona je najstariji primjer visoko-gotičke umjetnosti koja je težila velikim visinama svodova. Visina je ostvarena novom konstrukcijom nadsvođivanja križno-rebrastim lukovima koji stoje na snopastim stubovima.
Kako je konstrukcija olakšana stubovima ostale su velike površine slobodnog zida koji su mogli biti zamijenjeni prozorima. Iznad prizemnih arkada proteže se vodoravna galerija s lučnim otvorima, nad kojima se diže, što je također novina, zona visokih prozora, koji ispunjavaju svu širinu raspoloživog zidnog polja. Iznad su produženi okruglim prozorom sve do svoda. Svjetlo koje prolazi kroz ove vitraje boje cijelu unutrašnjost veličanstvenim bojama.
Vitraji na 176 prozora, te rozetama iznad svake bifore, pokrivaju 2,420 m², ukrašeni Biblijskom tematikom, danas su najslavniji vitraji na svijetu. U središtu rozete sjevernog transepta (promjera 12,8 metara) nalazi se slika Djevice Marije s malim Isusom, okruženi s 12 manjih krugova koji sadrže 4 golubice i 8 anđela. Dvanaest starozavjetnih kraljeva, u kvadratima, predstavljaju Kristove pretke. Dvanaest četverolisnih oblika ispunjeni su zlatnim ljiljanima na plavoj pozadini – simbolima francuskih kraljeva. Vanjski polukrugovi sadrže 12 starozavjetnih proroka koji su pandan novozavjetnim apostolima. Od četiri duga vitraja ispod rozete, središnji predstavlja sv. Anu s mladom Djevicom, na lijevima su svećenik Melhizedek i kralj David, a desno kralj Solomon i svećenik Aaron. Svaki lik s ovih vitraja povezan je okomito s prikazima na rozeti.

## Poveznice
- Gotička arhitektura
- Katedrala Notre-Dame u Parizu
- Katedrala u Amiensu
- Katedrala u Reimsu

## Vanjske poveznice
- Kolekcija fotografija